# Campovico
Campovico is een plaats (frazione) in de Italiaanse gemeente Morbegno.